# Bellingwolde
Bellingwolde ist ein Dorf mit rund 4175 Einwohnern (Stand: 1. Januar 2024) in der Gemeinde Westerwolde in der Provinz Groningen im Nordosten der Niederlande. Das Zentrum des Dorfes ist ein geschütztes Gebiet (niederländisch beschermd dorpsgezicht) mit vielen monumentalen Gebäuden, einschließlich der Magnuskirche, einem Rechthaus, einer Windmühle und zwanzig Bauernhöfe. Das Museum de Oude Wolden ist ein Kunstmuseum mit Wechselausstellungen und einer Dauerausstellung mit Gemälden des magischen Realisten Lodewijk Bruckman.
Bellingwolde liegt direkt an der Grenze zu Deutschland in der Nähe von Wymeer im Landkreis Leer und Rhede im Landkreis Emsland. 

## Persönlichkeiten
- Lou Ottens (1926–2021), Ingenieur und Erfinder, maßgeblich an der Entwicklung der Kompaktkassette beteiligt.

## Einzelnachweise

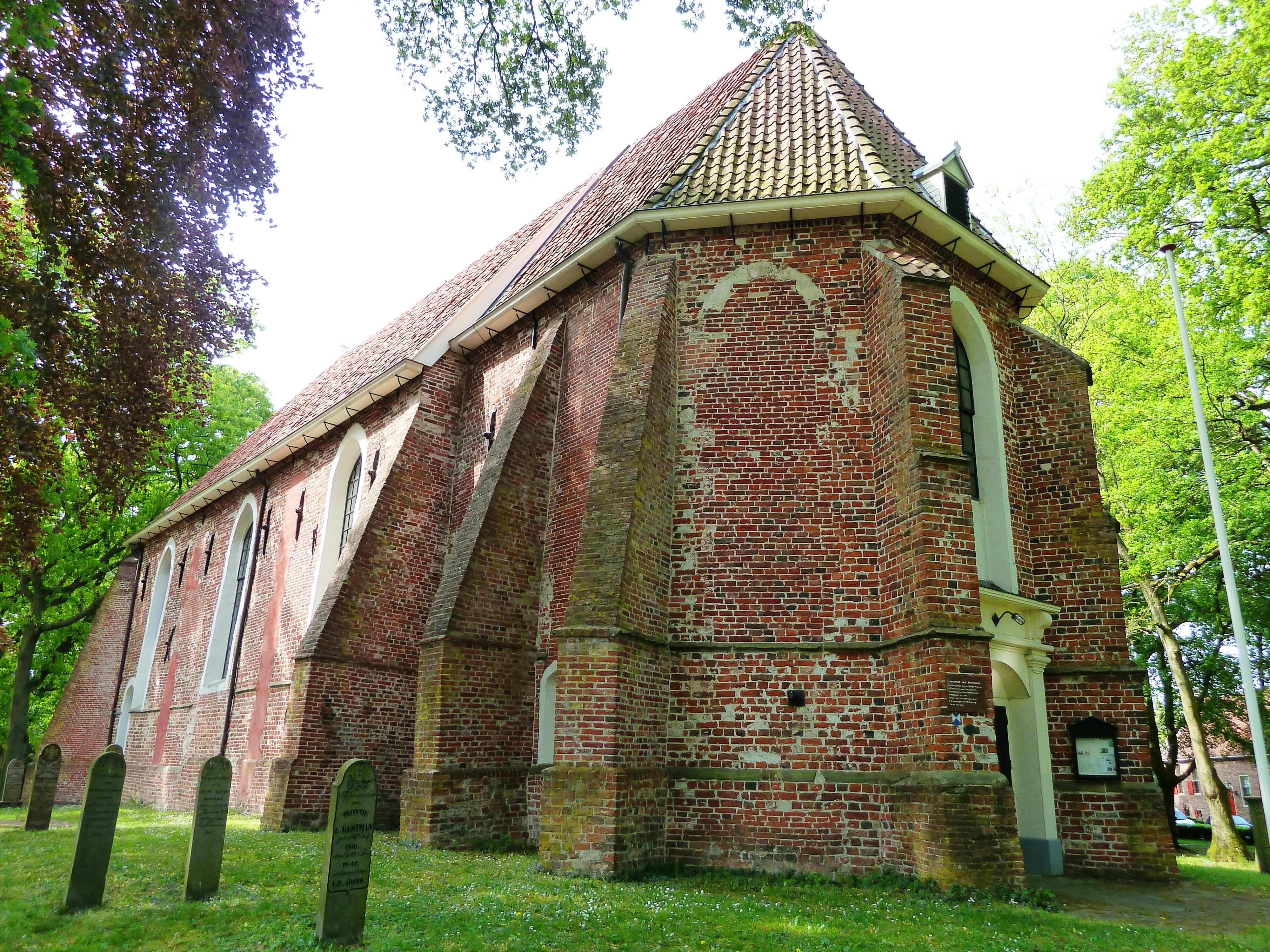
Bellingwolde: Magnuskirche